# Mexicos stater
Mexico har 31 delstater (estados) og et føderalt distrikt (Distrito Federal), hvori hovedstaden, Mexico City, ligger.

## Delstater og hovedstæder
- Aguascalientes – Aguascalientes
- Baja California – Mexicali
- Baja California Sur – La Paz
- Campeche – Campeche
- Chiapas – Tuxtla Gutiérrez
- Chihuahua – Chihuahua
- Coahuila – Saltillo
- Colima – Colima
- Durango – Durango
- Det Føderale Distrikt
- Guanajuato – Guanajuato
- Guerrero – Chilpancingo
- Hidalgo – Pachuca
- Jalisco – Guadalajara
- México – Toluca
- Michoacán – Morelia
- Morelos – Cuernavaca
- Nayarit – Tepic
- Nuevo Leon – Monterrey
- Oaxaca – Oaxaca
- Puebla – Puebla
- Querétaro – Querétaro
- Quintana Roo – Chetumal
- San Luis Potosí – San Luis Potosí
- Sinaloa – Culiacán
- Sonora – Hermosillo
- Tabasco – Villahermosa
- Tamaulipas – Ciudad Victoria
- Tlaxcala – Tlaxcala
- Veracruz – Xalapa
- Yucatán – Mérida
- Zacatecas – Zacatecas

## Ekstern henvisning
- Kort